# Współpraca wojskowa Polski i Stanów Zjednoczonych
Współpraca wojskowa Polski i Stanów Zjednoczonych jest jednym z filarów polityki bezpieczeństwa Polski oraz stosunków polsko-amerykańskich.

## Geneza
Dwustronna współpraca Polski i USA w kwestiach obronności rozpoczęła się w okresie transformacji politycznej i ekonomicznej w Polsce w latach 90., czego wyrazem była pomoc USA przy formowaniu i szkoleniu jednostki GROM. W 1994 roku uruchomiono program Partnerstwo dla Pokoju adresowany do krajów aspirujących do członkostwa w NATO. Program obejmował m.in. wspólne ćwiczenia wojskowe na terenie Polski. Rok później polscy żołnierze rozpoczęli udział w misji na terenie Bośni i Hercegowiny (IFOR) jako część brygady nordycko-polskiej wchodzącej w skład dywizji wielonarodowej dowodzonej przez Amerykanów.
Przystąpienie Polski do NATO w 1999 roku otworzyło nowe możliwości rozwoju polsko-amerykańskiej współpracy wojskowej. Dotyczyła ona wspólnych ćwiczeń oraz udziału w operacjach zagranicznych oraz modernizacji polskich sił powietrznych (zakup amerykańskich myśliwców F-16 na potrzeby polskich sił powietrznych).

## Amerykańska obecność wojskowa w Polsce po 2014

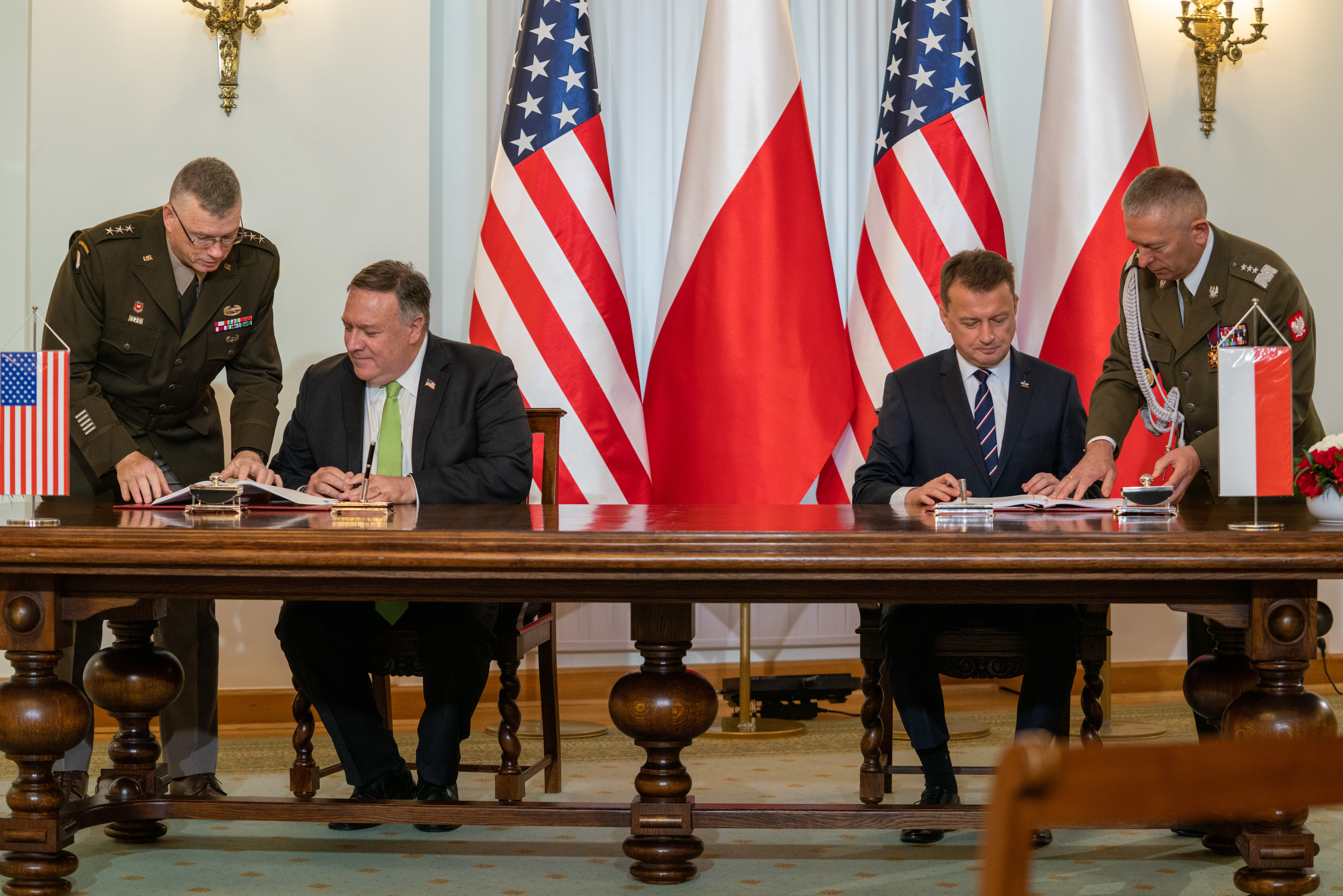
Podpisanie polsko-amerykańskiej umowy o wzmocnieniu trwałej obecności wojsk USA w Polsce przez sekretarza stanu USA Mike' a Pompeo i ministra obrony narodowej Polski Mariusza Błaszczaka

Impulsem do intensyfikacji współpracy wojskowej było rozpoczęcie rosyjskiej agresji na Ukrainę w 2014 roku.
W ramach amerykańskiej inicjatywy wzmocnienia bezpieczeństwa i obronności – European Deterrence Initiative (EDI) do Polski i innych państw wschodniej flanki NATO trafiła Pancerna Brygadowa Grupa Bojowa. Licząca 3,5 tysiąca żołnierzy formacja wspomagana jest przez Brygadę Lotnictwa Bojowego oraz pododdziały logistyczne i wsparcia w ramach operacji Atlantic Resolve. W lipcu 2016 roku w trakcie szczytu NATO w Warszawie podjęto postanowienia w zakresie wzmocnienia wschodniej flanki NATO. W okolicach Orzysza rozmieszczono jedną z czterech grup bojowych eFP (enhanced Forwad Presence). W Polsce państwem ramowym grupy są Stany Zjednoczone przy udziale wojsk z Rumunii, Wielkiej Brytanii oraz Chorwacji. 
Podpisana we wrześniu 2019 roku wspólna deklaracja o współpracy obronnej w zakresie obecności sił zbrojnych USA przewiduje dalsze zwiększanie zaangażowania wojsk amerykańskich w Polsce, także w zakresie systemów rozpoznania i dowodzenia. 
15 sierpnia 2020 roku minister obrony narodowej Mariusz Błaszczak i sekretarz stanu USA Mike Pompeo podpisali umowę o wzmocnieniu trwałej obecności wojsk USA w Polsce. Jednym z postanowień umowy jest utworzenie w Polsce Wysuniętego Dowództwa V Korpusu. Przedmiotem umowy są także. kwestie związane z podziałem kosztów logistyki i infrastruktury.

## Dyslokacja amerykańskich struktur wojskowych na terenie Polski

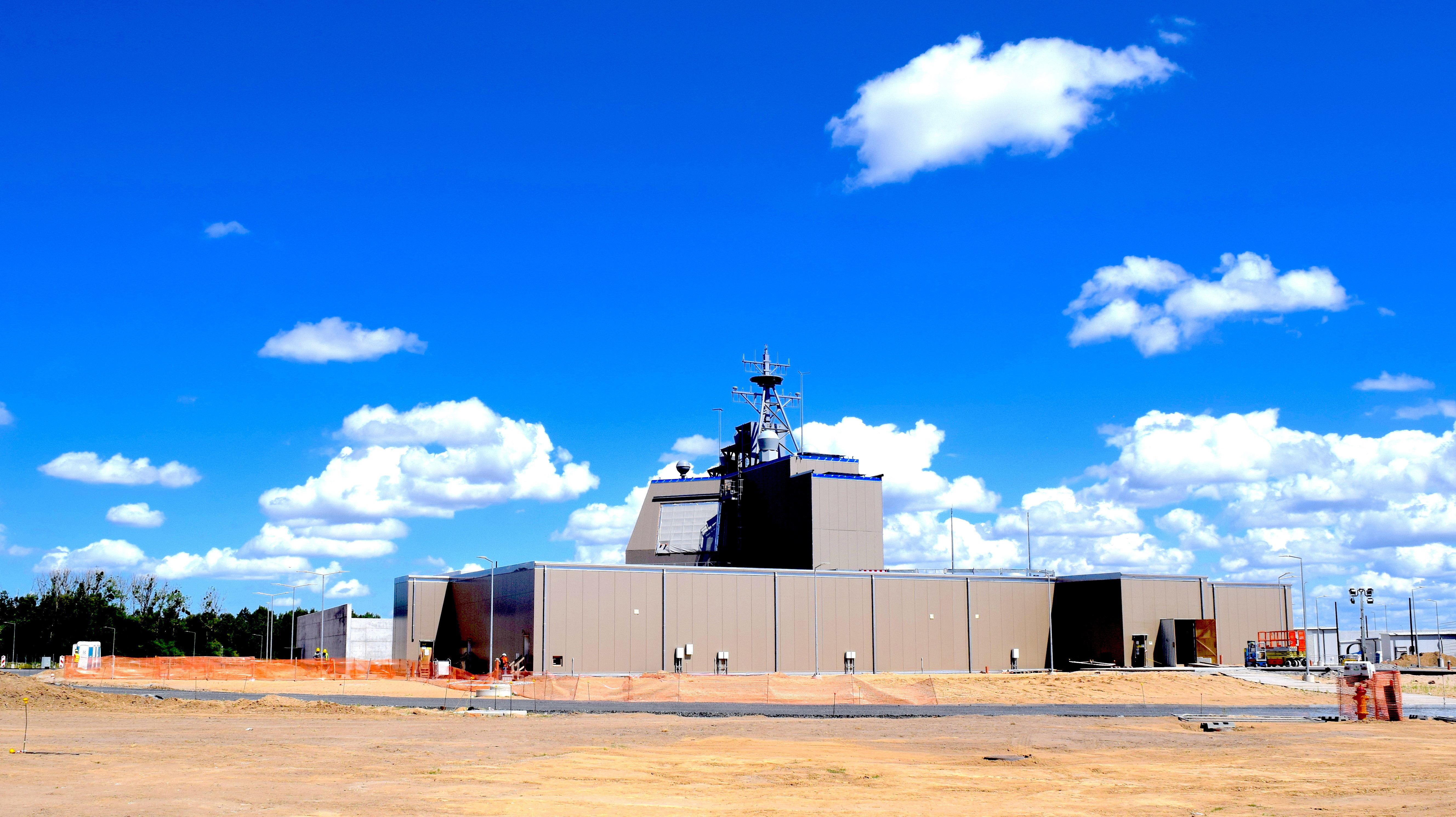
Główny budynek instalacji antyrakietowej w Redzikowie

- Wysunięte Dowództwo V Korpusu Sił Lądowych USA w Poznaniu, którego głównymi zadaniami są koordynacja działań i nadzór nad siłami lądowymi USA dyslokowanymi w Europie, planowanie operacyjne oraz współpraca i synchronizacja działań sił amerykańskich z wojskami innych państw NATO.
- Dowództwo Pancernej Brygadowej Grupy Bojowej (ABCT) w Żaganiu oraz komponenty Pancernej Brygadowej Grupy Bojowej w Skwierzynie, Świętoszowie, Bolesławcu i Toruniu.
- Pancerna Brygadowa Grupa Bojowa (Armored Brigade Combat Team) stanowi część sił amerykańskich, które trafiły do Polski w 2017 roku w ramach inicjatywy EDI. Ich pobyt ma charakter ciągły i rotacyjny. Wojska amerykańskie, choć rozmieszczone głównie w zachodniej Polsce, ćwiczą i szkolą się na terenie całej Polski oraz działają w całym regionie, w pozostałych państwach wschodniej flanki NATO.
- Brygada Lotnictwa Bojowego w Powidzu, która stacjonuje w Europie od pierwszej połowy 2017 roku. Jednostki brygady są rozmieszczane rotacyjnie w Europie prowadząc ćwiczenia w zakresie transportu medycznego oraz zapewniając wsparcie na potrzeby ćwiczeń i operacji powietrznych.
- Batalion Wsparcia Bojowego (CSSB – ang. Combat Sustainment Support Battalion) w Powidzu jest jednostką wsparcia logistycznego wspierając działania wojsk operacyjnych m.in. w zakresie zaopatrzenia, transportu amunicji czy napraw i konserwacji.
- Komponent Lotniczy w Łasku
- Komponent bezzałogowych statków powietrznych MQ-9 w Mirosławcu wyposażony w bezzałogowce MQ-9 Reaper.
- Batalionowa Grupa Bojowa eFP w Bemowie Piskim[2]
- Baza obrony przeciwrakietowej w Redzikowie, gdzie zostanie uruchomiono amerykańską instalacja obrony przeciwrakietowej, której celem jest zapewnienie obrony Polski i części terytorium NATO przed atakiem rakietami balistycznymi[6].

## Modernizacja techniczna
USA są także kluczowym dostawcą nowoczesnego uzbrojenia na potrzeby Sił Zbrojnych RP. 31 stycznia 2020 roku w podpisano umowę na zakup 32 myśliwców F-35. Wartość umowy wynosi 4,6 mld USD. Obejmuje ona także pakiet szkoleniowy i logistyczny. W latach 2022–2023 zawarto umowy na zakup czołgów M1 Abrams – 250 sztuk w wersji M1A2 SEP v.3 oraz 116 w wersji M1A1.